# سکوت مطلق (فیلم)
سکوت مطلق (به انگلیسی: Dead Silence) یا هیس (به انگلیسی: Shhhh...) فیلمی وحشتناک است که به کارگردانی جیمز وان و نویسندگی لی ونل (سازندگان اره) ساخته شده‌است.

## داستان
جیمی آشن و همسرش لیزا یک بسته به همراه یک عروسک به نام بیلی را جلوی در خانه‌شان پیدا می‌کنند که معلوم نیست از سمت چه کسی برای آنها فرستاده شده است و…

### بازخوردها
این فیلم در بانک اطلاعات اینترنتی فیلم‌ها امتیاز ۸از ۱۰ گرفته‌است و در مجموع از سایر کارهای جیمز وان در رده پایین‌تری قرار می‌گیرد.